# صالح الغانم
صالح الغانم (مواليد 28 سبتمبر 1994) هو لاعب كرة قدم سعودي .
لعب سابقاً في العروبة .